# Alien vs Predator: The Last of His Clan
Alien vs Predator: The Last of His Clan (рус. Чужой против Хищника: Последний из своего Клана) — видеоигра в жанре action, разработанная компанией Ask Kodansha и изданная Activision в 1993 году для портативной консоли Game Boy.

## Сюжет
2593 год, планета Альфа Центавра 3, Хищники высаживают на планету яйца Чужих для разведения охотничьих угодий. Чужие развиваются и убивают всё население планеты. Однако когда сами Хищники направляются на планету для охоты, они обнаруживают значительный численный перевес у Чужих, в результате чего Хищники также погибают. В живых остаётся только один Хищник. Он понимает, что на планете есть Королева, которая отложила яйца, что и объясняет большое количество Ксеноморфов на планете. Хищник намерен добраться до Королевы и убить её, чтобы вернуть честь своему клану.